# Belford-mézevő
A Belford-mézevő (Melidectes belfordi) a madarak osztályának verébalakúak (Passeriformes) rendjébe és a mézevőfélék (Meliphagidae) családjába tartozó faj.
A magyar név forrással nincs megerősítve.

## Előfordulása
Új-Guinea szigetén, Indonézia és Pápua Új-Guinea területén honos. A természetes élőhelye szubtrópusi és trópusi hegyi esőerdők, valamint erősen leromlott egykori erdők. Állandó, nem vonuló faj.

## Alfajai
- Melidectes belfordi belfordi (De Vis, 1890)
- Melidectes belfordi joiceyi (Rothschild, 1921)
- Melidectes belfordi kinneari Mayr, 1936
- Melidectes belfordi schraderensis Gilliard & LeCroy, 1968

## Megjelenése
Átlagos testtömege 74 gramm.